# Свобода (Хомутовский район)
Свобо́да — посёлок в Хомутовском районе Курской области. Входит в состав Сковородневского сельсовета.

## География
Посёлок находится на реке Свапа (правый приток Сейма), на расстоянии 40 км от российско-украинской границы, 85 км к северо-западу от Курска, 30 км к востоку от районного центра — пгт Хомутовка, 9 км от центра сельсовета — села Сковороднево.
Климат
Свобода, как и весь район, расположена в поясе умеренно континентального климата с тёплым летом и относительно тёплой зимой (Dfb в классификации Кёппена).
Часовой пояс
Посёлок Свобода, как и вся Курская область, находится в часовой зоне МСК (московское время). Смещение применяемого времени относительно UTC составляет +3:00.

## Население
| 2002 | 2010 | 2015 |
| ---- | ---- | ---- |
| 30   | ↘18  | ↘16  |

## Инфраструктура
Личное подсобное хозяйство. В посёлке 16 домов.

## Транспорт
Свобода находится в 21 км от автодороги федерального значения А142 (Тросна — Калиновка), в 27,5 км от автодороги регионального значения 38К-040 (Хомутовка — Рыльск — Глушково — Тёткино — граница с Украиной), в 5,5 км от автодороги 38К-003 (Дмитриев — Берёза — Меньшиково — Хомутовка), в 11 км от автодороги межмуниципального значения 38Н-024 (Богомолов — Капыстичи — граница Рыльского района), в 8,5 км от автодороги 38Н-023 (38Н-024 — Сковороднево), в 14 км от автодороги 38Н-708 (38К-40 — Поды — Петровское), в 14,5 км от ближайшего ж/д остановочного пункта 536 км (линия Навля — Льгов I).
В 181 км от аэропорта имени В. Г. Шухова (недалеко от Белгорода).